# Julia Boschman

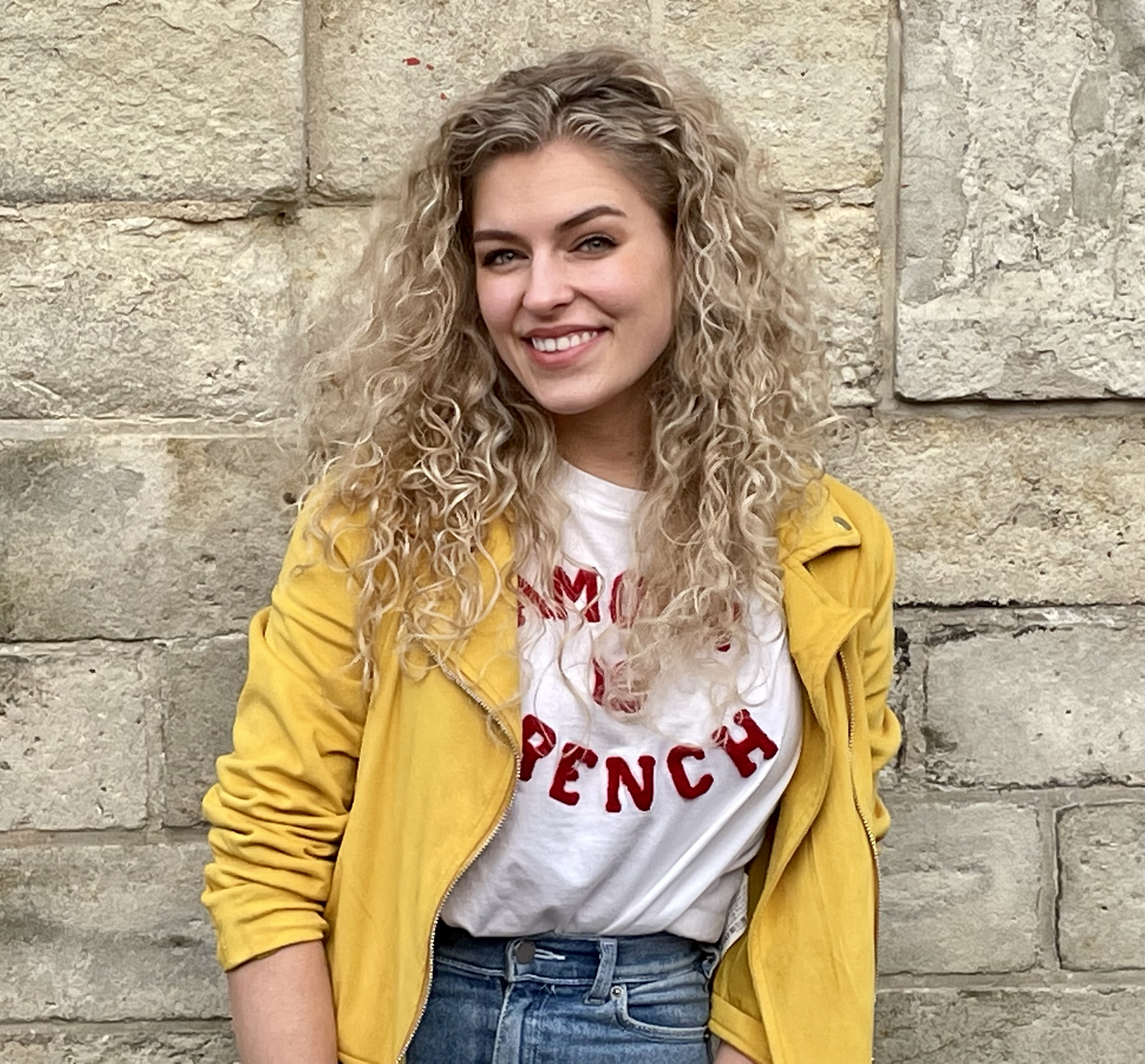
Boschman in 2021

Julia Boschman (Bergen op Zoom, 8 juni 2002) is een Nederlandse zangeres, (musical)actrice en presentatrice. Sinds 2021 is zij lid van de popgroep K3.

## Levensloop
Boschman studeerde interieuradvisering en was werkzaam bij de Intratuin. Al vanaf jongs af aan zingt ze en acteert ze in amateurproducties. Zo speelde ze de rol van Annie als leerling van de Junior Musical Class en maakte ze deel uit van de kindercast van Ciske De Rat bij de BOV. Ze was ook een tijdje lid van The MusiCompany en CKB Musical Kids. Vanaf 2017 speelde Boschman in het ensemble mee bij Stichting JONG! Theater in Peter Pan en vertolkte ze de rol van Jasmine in Aladdin. In 2019 speelde ze de hoofdrol in het Bergse openluchtspektakel ‘Supersum’.
Op 27 november 2021 werd Boschman de winnares van het tv-programma K2 zoekt K3, waarbij ze uit 22.690 kandidaten werd gekozen als nieuw K3-lid en opvolgster van Klaasje Meijer. Samen met de overgebleven leden Hanne Verbruggen en Marthe De Pillecyn vormt ze sindsdien de meidengroep.

## Privé
Van 2018 tot en met 2023 had Boschman een relatie met bioscoopmanager en musicalacteur Ben Broek. In juli 2024 bevestigde Boschman dat ze een relatie heeft met Nachtwacht-acteur Louis Thyssen.

## Televisie
- Studio Pepernoot (2020) - als Luisterpiet
- K2 zoekt K3 (2021) - als kandidate en winnares
- K2 zoekt mee (2021) - als zichzelf
- K3 - Muziekclips (2021-heden) - als zichzelf
- K3 Vlogt (2021-heden) - als zichzelf
- K3, een nieuw begin (2021) - als zichzelf
- Marble Mania (2022) - als deelneemster samen met Hanne Verbruggen en Marthe De Pillecyn
- The Voice Kids (2022) - als jurylid/coach samen met Hanne Verbruggen en Marthe De Pillecyn
- K3, een nieuwe start (2022) - als zichzelf
- Zin in Zappelin (2022, 2024) - als zichzelf
- K3 Vriendenboek (2022) - als zichzelf
- K3, één jaar later (2022) - als zichzelf
- The Big Show (2022) - als zichzelf
- Liefde voor muziek (2023-2024) - als deelneemster samen met Hanne Verbruggen en Marthe De Pillecyn
- Team K3 (2023) - als zichzelf
- Een terugblik op 25 jaar K3 (2023) - als zichzelf
- De Verhulstjes (2024) - als zichzelf
- Hallo Kroket! (2025) - als zichzelf
- Musical Awards Gala (2025) - als zichzelf
- MakeUpDate (2025) - als zichzelf

## Film
- K3 en het Lied van de Zeemeermin (2024) - als Julia

## Theater

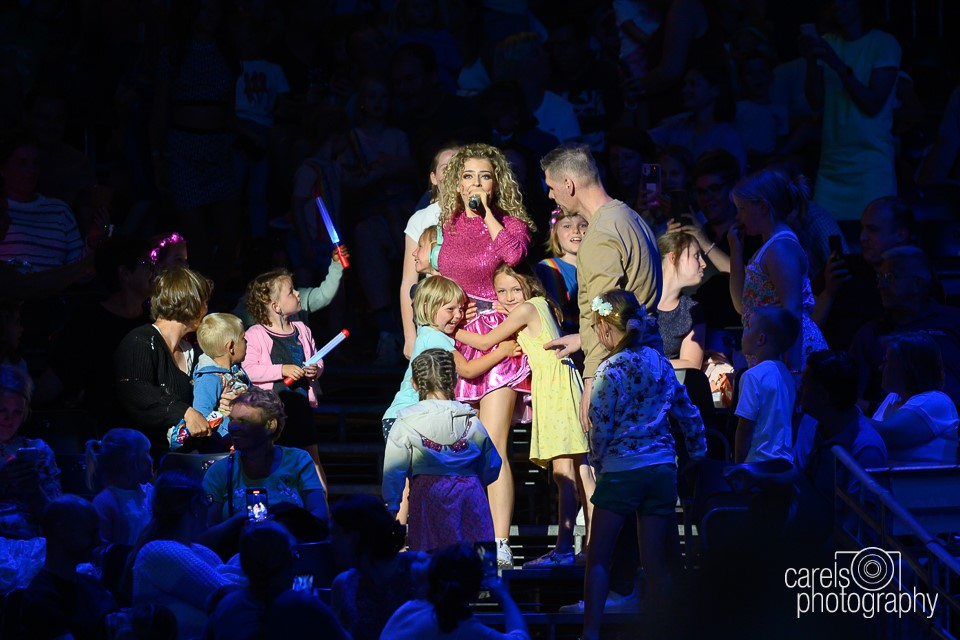
Boschman tijdens K3 Live in Concert (2023)

| Jaar       | Titel                    | Rol        | Producent               |
| ---------- | ------------------------ | ---------- | ----------------------- |
| 2015       | Ciske de Rat             | Klasgenoot | BOV                     |
| 2016       | Annie                    | Annie      | JMC                     |
| 2017       | Peter Pan                | Iníon      | Stichting JONG! Theater |
| 2018       | Aladdin                  | Jasmine    | Stichting JONG! Theater |
| 2019       | Supersum                 | Lieske     | Stichting De Vierschaar |
| 2021-heden | De Grote Sinterklaasshow | Julia      | Studio 100              |
| 2022       | Kom erbij!               | Julia      | Studio 100              |
| 2022-2023  | K3 Live in Concert       | Julia      | Studio 100              |
| 2023       | Vleugels                 | Julia      | Studio 100              |
| 2023       | K3 Live Late Night       | Julia      | Studio 100              |
| 2023-2024  | Studio 100 Sing Along    | Julia      | Studio 100              |
| 2024       | De 3 Biggetjes           | Knorri     | Studio 100              |
| 2025       | Zeesterren               | Julia      | Studio 100              |